# Bambi (EP)
Bambi là mini-album thứ tư (thứ ba nếu chỉ tính tiếng Hàn) của ca sĩ Hàn Quốc Baekhyun, được SM Entertainment phát hành vào ngày 30 tháng 3 năm 2021. Album bao gồm 6 bài hát trong đó có 2 đĩa đơn, "Amusement Park" được phát hành vào ngày 21 tháng 12 năm 2020 và bài hát chủ đề "Bambi" được phát hành vào ngày 30 tháng 3 năm 2021.

## Bối cảnh và phát hành
Ngày 4 tháng 3 năm 2021, Baekhyun được công bố là sẽ phát hành album cuối cùng của mình trước khi tạm dừng sự nghiệp để thực hiện nghĩa vụ quân sự bắt buộc với tiêu đề Bambi. Từ ngày 10 tháng 3, các hình ảnh và video giới thiệu về album bắt đầu được đăng tải. Album và video âm nhạc của bài hát chủ đề được phát hành vào ngày 30 tháng 3.

## Đón nhận
Với 868.000 bản được bán ra, Bambi đã trở thành album của một ca sĩ solo bán chạy nhất trong tuần đầu tiên tại Hàn Quốc, phá kỉ lục trước đó do mini-album thứ hai Delight của chính Baekhyun giữ. Không lâu sau khi được phát hành, album đạt vị trí thứ nhất trên các bảng xếp hạng album nội địa cũng như bảng xếp hạng iTunes tại 70 quốc gia.
Bambi lọt vào bảng xếp hạng Gaon Album Chart ở vị trí đầu bảng và là album thứ tư liên tiếp của Baekhyun làm được điều này. Chỉ trong 2 ngày, Bambi đã trở thành album bán chạy nhất tháng 3 năm 2021 tại Hàn Quốc với doanh số 591.944 bản. Ngày 19 tháng 4, album được công bố là đã bán được hơn 1 triệu bản và trở thành album thứ hai của Baekhyun đạt được cột mốc này sau Delight.
Bambi cũng đạt được thành công trên các bảng xếp hạng quốc tế. Album lọt vào bảng xếp hạng World Album của Billboard ở vị trí thứ 15. Tại Trung Quốc, album đạt doanh thu hơn 1 triệu tệ trên QQ Music chỉ trong khoảng 1 giờ sau khi được phát hành, giúp Baekhyun trở thành nam ca sĩ Hàn Quốc đầu tiên có album được QQ Music chứng nhận 2x Bạch kim trong năm 2021.

## Danh sách bài hát
| Danh sách bài hát của Bambi | Danh sách bài hát của Bambi                                   | Danh sách bài hát của Bambi                                                      | Danh sách bài hát của Bambi                                                                | Danh sách bài hát của Bambi | Danh sách bài hát của Bambi |
| STT                         | Nhan đề                                                       | Phổ lời                                                                          | Phổ nhạc                                                                                   | Phối khí                    | Thời lượng                  |
| --------------------------- | ------------------------------------------------------------- | -------------------------------------------------------------------------------- | ------------------------------------------------------------------------------------------ | --------------------------- | --------------------------- |
| 1.                          | "Love Scene"                                                  | Colde (WAVY)                                                                     | Colde (WAVY) Stally (WAVY)                                                                 | WAVY                        | 3:37                        |
| 2.                          | "Bambi"                                                       | Deez (Soultriii) [ ko ] Saay (Soultriii)                                         | Deez (Soultriii) [ ko ] Yunsu (Soultriii) Saay (Soultriii) Adrian McKinnon                 | Soultriii                   | 3:33                        |
| 3.                          | "All I Got"                                                   | Kenzie                                                                           | Tone Stith                                                                                 | Tone Stith                  | 4:00                        |
| 4.                          | "Amusement Park" (tiếng Hàn: 놀이공원; Romaja: Nol-igong-won) | iHwak Jeon Byung-sun (Royal Dive) (Joombas) Hong Young-in (Royal Dive) (Joombas) | iHwak Jeon Byung-sun (Royal Dive) (Joombas) Hong Young-in (Royal Dive) (Joombas) $aimon    | iHwak Royal Dive (Joombas)  | 4:17                        |
| 5.                          | "Privacy"                                                     | Jane (Channel 23)                                                                | Junny (Mauve Company) Aisle (Channel 23) Zayson Brian Cho Emoji (3rdflr) Jane (Channel 23) | Brian Cho Zayson            | 3:07                        |
| 6.                          | "Cry for Love"                                                | Kenzie                                                                           | Stephan Benson (Misunderstood) Greg Bonnick Hayden Chapman                                 | LDN Noise                   | 3:31                        |
| Tổng thời lượng:            | Tổng thời lượng:                                              | Tổng thời lượng:                                                                 | Tổng thời lượng:                                                                           | Tổng thời lượng:            | 22:03                       |

## Bảng xếp hạng
| Bảng xếp hạng (2021)           | Thứ hạng cao nhất |
| ------------------------------ | ----------------- |
| Album Nhật Bản (Oricon)        | 8                 |
| Album Hàn Quốc (Gaon)          | 1                 |
| Album Anh Quốc Digital (OCC)   | 34                |
| Album Hoa Kỳ World (Billboard) | 15                |

## Doanh số
| Khu vực    | Doanh số  |
| ---------- | --------- |
| Hàn Quốc   | 1.005.467 |
| Trung Quốc | 468.134   |

## Chứng nhận doanh số
| Quốc gia                                  | Chứng nhận | Số đơn vị/doanh số chứng nhận |
| ----------------------------------------- | ---------- | ----------------------------- |
| Hàn Quốc (KMCA)                           | Million    | 1.000.000^                    |
| ^ Chứng nhận dựa theo doanh số nhập hàng. |            |                               |

## Lịch sử phát hành
| Khu vực       | Ngày phát hành      | Định dạng        | Hãng đĩa | Chú thích |
| ------------- | ------------------- | ---------------- | -------- | --------- |
| Nhiều khu vực | 30 tháng 3 năm 2021 | CD tải về stream | SM       | [ 16 ]    |